# Sandara (EP)
Sandara é o EP de estreia da cantora sul-coreana Sandara Park, lançado em 2004 pela gravadora filipina Star Records. O álbum recebeu certificação dupla de platina, e teve atualizações de suas versões por 2 anos seguidos.

## Singles
Videos Musicais
| Ano  | Titulo         | Álbum                 |
| ---- | -------------- | --------------------- |
| 2004 | "In or out"    | Sandara               |
| 2004 | "Walang Sabit" | Sandara               |
| 2006 | "Ang Ganda Ko" | Sandara: Ang Ganda Ko |

## Faixas
| Versão padrão  |                       |         |  |
| N.º            | Título                | Duração |  |
| 1.             | "In or out"           | 4:37    |  |
| 2.             | "Mapasagot Mo Kaya"   | 3:32    |  |
| 3.             | "Smile in your heart" | 3:33    |  |
| 4.             | "Sabi Ko Na Nga Ba"   | 3:37    |  |
| 5.             | "Dear Heart"          | 3:53    |  |
| Duração total: | Duração total:        | 17:92   |  |

| 2° Versão      |                |         |  |
| N.º            | Título         | Duração |  |
| 6.             | "Walang Sabit" | 3:33    |  |
| Duração total: | Duração total: | 21:25   |  |

| 3° Versão      |                |         |  |
| N.º            | Título         | Duração |  |
| 6.             | "Ang Ganda Ko" | 4:13    |  |
| Duração total: | Duração total: | 22:05   |  |